# متاکرولئین
متاکرولئین (به انگلیسی: Methacrolein) با فرمول شیمیایی C4H6O یک ترکیب شیمیایی با شناسه پاب‌کم 82230 است. که جرم مولی آن ۷۰٫۰۹ گرم بر مول می‌باشد. 